# 파자마 샘
《파자마 샘》(Pajama Sam)은 휴멍거스 엔터테인먼트(Humongous Entertainment)에서 개발한 어린이용 퍼즐 게임 시리즈이다. 마우스 클릭으로 진행하는 어드벤처 게임으로, 파란 잠옷에 빨간 망토를 두른 샘이라는 소년을 중심으로 이야기를 진행한다.

## 게임
모든 게임은 튜토리얼, 본 게임(사이드 게임 포함), 엔딩 크레딧의 세 요소로 구성되어 있다. 게임을 새로 켤 때마다 랜덤으로 맵이 조금씩 변하여, 플레이하는 과정이 항상 같지 않다.
- 《파자마 샘: 어둠을 잡아라!》(Pajama Sam: No Need to Hide When It's Dark Outside) (1996)
- 《파자마 샘 2: 천둥과 번개도 무섭지 않아요!!》(Pajama Sam 2: Thunder and Lightning Aren't so Frightening) (1998)
- 《파자마 샘 3》(Pajama Sam 3: You Are What You Eat from Your Head to Your Feet) (1999)
- 《파자마 샘 4》(Pajama Sam 4: Life Is Rough When You Lose Your Stuff!) (2003)